# Smyrtta może da poczaka
„Smyrtta może da poczaka” (bułg. Смъртта може да почака, Śmierć może poczekać) – bułgarski dramat filmowy z 1985 roku, reżyserii Ewgenija Michajłowa, ze scenariuszem Aleksandyra Tomowa. Premiera filmu odbyła się 21 października 1985 roku.

## Fabuła
Początek lat 30. Marija jest sierotą i wieku 18 lat stała się prostytutką. Ma brata Stefo, którego po długich poszukiwaniach znalazła w sierocińcu. Wraz z nim udała się do stolicy i postanawia rozpocząć nowe życie. Tu wpada w ręce cynicznego inspektora policji obyczajowej. Sieroty są pod opieką komunisty Maranzowa, który próbuje ocalić brata Marii; w końcu Stefo porzuca zamiar zabicia inspektora.

## Obsada
| Aktor                | Rola              |
| -------------------- | ----------------- |
| Momcził Karamitew    | Stefo             |
| Todor Kolew          | Maranzow          |
| Dilana Chadżijankowa | Marija            |
| Ilija Karaiwanow     | George            |
| Ginka Stanczewa      | Gospodyni Michowa |
| Płamena Getowa       | Wiwiana           |
| Ognjan Kupenow       | Ognjan            |
| Swetłana Janczewa    | Lili              |
| Stilijan Iwanow      | Zwjara            |
| Gawrił Conkow        | Luca              |
| i inni               |                   |